# Le Pharo
Koordinaten: 43° 29′ 17″ N, 5° 21′ 34″ O

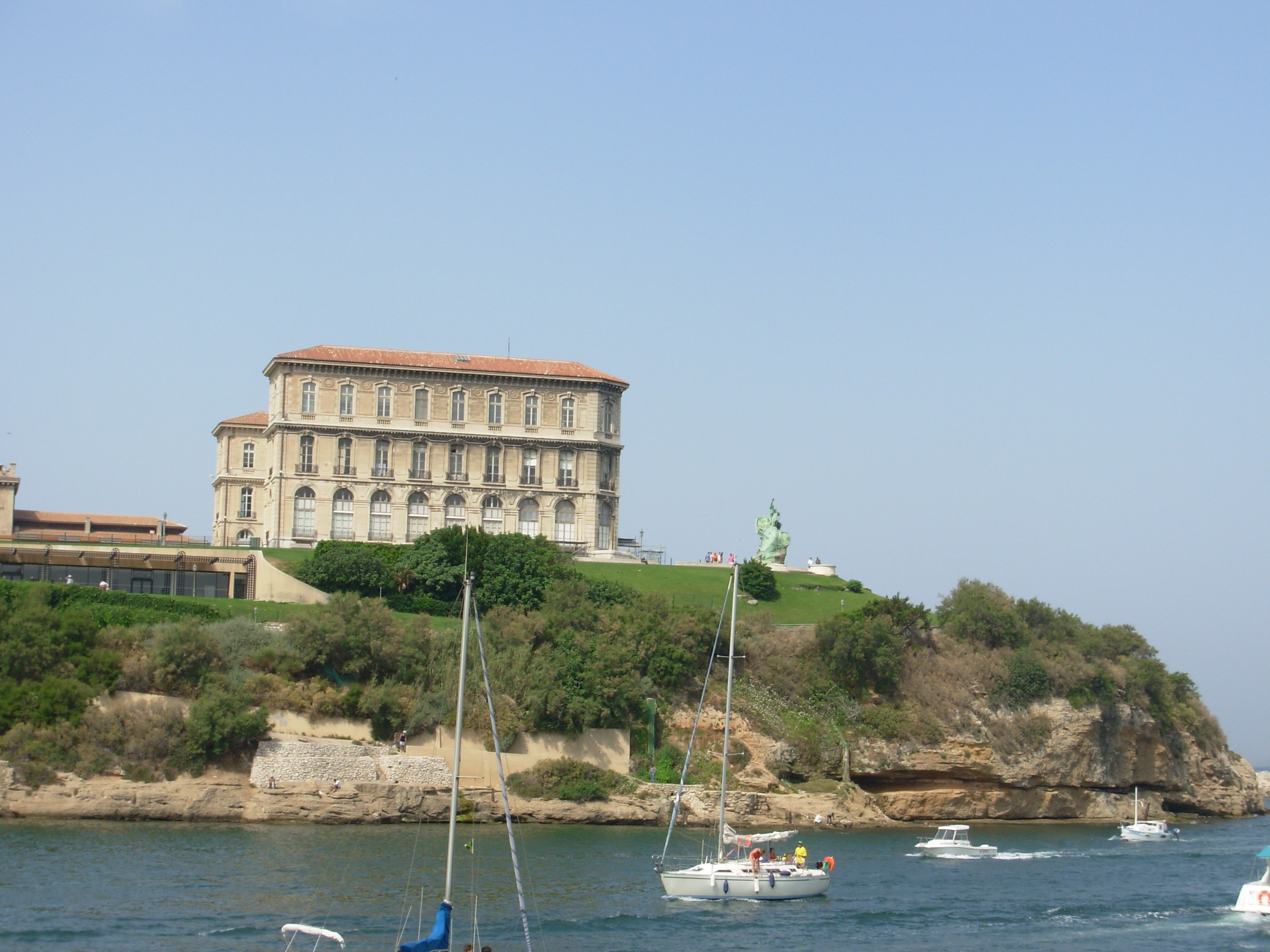
Palais du Pharo

Le Pharo ist ein Viertel (frz.: Quartier) der südfranzösischen Stadt Marseille im Département Bouches-du-Rhône. Le Pharo gehört zum 7. Arrondissement (Stadtbezirk). 2012 lebten hier 6153 Menschen.
In Le Pharo befindet sich das Palais du Pharo. Hierbei handelt es sich um einen kleinen Palast, der 1858 als Sommerresidenz Napoleons des Dritten eröffnet wurde. Heute befindet sich dort ein Hotel. Im Viertel befindet sich außerdem die Plage des Catalans.

## Name
Die Bezeichnung Le Pharo leitet sich von der benachbarten Bucht Faròt ab, in der sich früher ein Ausguck (signum) aufs Meer befand. Auf Okzitanisch bezeichnet faròt einen kleinen Leuchtturm.